# Soundtracks for the Blind
Soundtracks for the Blind — десятый студийный альбом группы Swans, выпущенный в виде двойного CD 22 октября 1996 года на лейбле Young God Records. Альбом задумывался как «саундтрек к несуществующему фильму». После выпуска альбом получил широкое признание как критиков, так и фанатов группы. Альбом был переиздан 20 июля 2018 года на виниле.

## Описание
Большая часть альбома связана между собой звуковыми коллажами и семплированными фактурными композициями, записанными ранее в разных местах, а также с использованием предыдущих материалов Swans, например песня «YRP», в которой используется текст песни «Your Property» с альбома Cop. О таком подходе к музыке Майкл говорил следующее:
Меня всегда интересовали подобные звуки, я слушал Брайана Ино и другую музыку, часто использующую немузыкальные источники. Когда я работал над этой пластинкой, у меня было много такого материала: те самые лупы и вещи, которые я делал с 81-го; вокальные лупы, которые Джарбо сделал в 1985-м на маленьком 16-секундном цифровом устройстве задержки, которое, по сути, было первым семплером; у нас были старые паршивые записи, которые мы делали как наброски для чего-то; небольшие восьмидорожечные вещи, которые мы так и не доработали; у нас были эти записи закадрового текста, которые мы собирали, которые она достала со стола отца, когда он был агентом ФБР, — записи с камер наблюдения; я брал интервью у отца, потому что мне интересна его жизнь, и взял небольшой отрывок из его опыта… потом у нас были новые вещи, которые мы записали с нашей «группой» с последнего тура; и кое-что из того, что мы сделали для саундтрека к фильму. Я загрузил всё это в компьютер и таким образом всё это собрал. Так что в некоторых вещах что-то из 1981 года звучит одновременно с чем-то из 1985-го, одновременно с чем-то из 1996-го. Всё это, так сказать, слито, смешано и замиксовано в компьютере, нарезано, а иногда зациклено и воспроизведено в обратном порядке.
На странице альбома «Soundtracks for the Blind» лейбла Young God Records в 2008 году Джира написал следующее об общем опыте создания альбома:
В этом двухдисковом альбоме собрано всё — все идеи, заложенные Swans за 15 лет работы. Здесь есть несколько современных записей группы, какой она была в 1996/7 годах: Ларри Маллинз на барабанах/перкуссии, Джарбо поёт и играет на клавишных, Вуди играет на электрогитаре, Джо Голдринг — на басу и электрогитаре, а я пою и играю на электро- и акустической гитарах. Но есть также огромное количество звуков и записей, которые я (и несколько Джарбо здесь тоже) собирал годами. Они пересобраны, зациклены, искажены и во многих случаях наложены друг на друга для создания новых музыкальных произведений. Будучи «художником» в данном случае, мне сложно говорить об этом, потому что воспоминания так перегружены (или обременены!) опытом создания этого альбома. Думаю, я пытаюсь сказать, что чуть не получил сердечный приступ, работая над ним (шучу). Это было просто потрясающе. Я сам себе поставил ловушку, сам себе могилу вырыл. Материала нужно было перелопатить, перебрать (целые сундуки, полные разлагающихся, заплесневелых кассет и дисков с семплами и звуками), и задача превратить всё это во что-то связное порой была изнурительной. Словно карабкаешься на песчаную гору. Не помню, зачем я поставил перед собой эту цель — как-то объединить такой смехотворно разрозненный материал. Наверное, чтобы оправдать выбрасывание всего этого хлама на местную свалку, что я и сделал, когда закончил альбом. Но в конце концов, после столетий ковыряния этого огромного айсберга материала зубочисткой, мы с моим верным звукорежиссёром Крисом Гриффином сумели создать из него нечто. Кажется, в большинстве мест он действительно дышит, кажется, живёт. Ниже представлен пресс-релиз Курта из Atavistic (тогдашнего лейбла Swans), а также несколько рецензий, которые, возможно, дадут вам представление о том, как всё это звучит. В любом случае, в итоге я был в восторге от этой музыки, и потому что она мне нравилась, и потому что её завершение означало, что я наконец смогу отправить Swans на покой после 15 лет. Лично я всегда радуюсь, когда ухожу.

## Критика
| Оценки критиков               | Оценки критиков |
| Источник                      | Оценка          |
| ----------------------------- | --------------- |
| AllMusic                      | [ 4 ]           |
| Alternative Press             | 5/5             |
| Encyclopedia of Popular Music | [ 6 ]           |
| MusicHound Rock               | 4/5             |
| OndaRock                      | 7.5/10          |
| Ox-Fanzine                    | [ 9 ]           |
| Sputnikmusic                  | 4.5/5           |
| Terrorizer                    | [ 11 ]          |

Альбом «Soundtracks for the Blind» был встречен критиками с восторгом. Издание Alternative Press писало: «Неистовый шум Swans, возможно, скатился в тишину и гипнотические пейзажи, но этот чудовищный альбом будет оставлять после себя рябь ещё долгие годы». Ник Терри из журнала Terrorizer написал: «Джира кропотливо записал и спродюсировал этот magnus opus с невероятным вниманием к деталям. И, прежде всего, он звучит феноменально». Позже журнал включил его в свой список «100 самых важных альбомов девяностых».
В ретроспективном обзоре критик AllMusic Нед Рэггетт назвал Soundtracks for the Blind «лучшим альбомом [Swans] за всю историю». Рэггетт поместил альбом на 75-е место в своём списке лучших альбомов 1990-х годов по версии Freaky Trigger .
В 2024 году журнал Paste поставил Soundtracks for the Blind на 175-е место в списке величайших альбомов всех времён.

## Треклист
Слова и музыка всех песен — Майкл Джира, если не указано иное.
| №                   | Название                         | Автор(ы)            | Длительность |
| ------------------- | -------------------------------- | ------------------- | ------------ |
| 1.                  | «Red Velvet Corridor»            |                     | 3:04         |
| 2.                  | «I Was a Prisoner in Your Skull» |                     | 6:39         |
| 3.                  | «Helpless Child»                 |                     | 15:47        |
| 4.                  | «Live Through Me»                |                     | 2:32         |
| 5.                  | «Yum-Yab Killers»                | Jarboe              | 5:07         |
| 6.                  | «The Beautiful Days»             |                     | 7:49         |
| 7.                  | «Volcano»                        | Jarboe              | 5:18         |
| 8.                  | «Mellothumb»                     |                     | 2:46         |
| 9.                  | «All Lined Up»                   |                     | 4:48         |
| 10.                 | «Surrogate 2»                    | Gira, Jarboe        | 1:52         |
| 11.                 | «How They Suffer»                |                     | 5:52         |
| 12.                 | «Animus»                         |                     | 10:41        |
| Общая длительность: | Общая длительность:              | Общая длительность: | 72:06        |

| №                   | Название                         | Автор(ы)            | Длительность |
| ------------------- | -------------------------------- | ------------------- | ------------ |
| 13.                 | «Red Velvet Wound»               | Jarboe              | 2:02         |
| 14.                 | «The Sound»                      |                     | 13:11        |
| 15.                 | «Her Mouth Is Filled With Honey» | Gira, Jarboe        | 3:19         |
| 16.                 | «Blood Section»                  |                     | 2:39         |
| 17.                 | «Hypogirl»                       |                     | 2:44         |
| 18.                 | «Minus Something»                | Gira, Jarboe        | 4:14         |
| 19.                 | «Empathy»                        |                     | 6:45         |
| 20.                 | «I Love You This Much»           |                     | 7:23         |
| 21.                 | «YRP»                            |                     | 7:47         |
| 22.                 | «Fan's Lament»                   |                     | 1:28         |
| 23.                 | «Secret Friends»                 | Gira, Jarboe        | 3:08         |
| 24.                 | «The Final Sacrifice»            |                     | 10:27        |
| 25.                 | «YRP 2»                          |                     | 2:09         |
| 26.                 | «Surrogate Drone»                |                     | 2:06         |
| Общая длительность: | Общая длительность:              | Общая длительность: | 69:31        |